# Болгаро-хорватские отношения
Болгаро-хорватские отношения — двусторонние дипломатические отношения между Болгарией и Хорватией. Отношения были установлены 13 августа 1992 года.
Обе страны являются членами ЕС и НАТО.

## История отношений
Болгария была одной из первых стран, признавших независимость Хорватии 15 января 1992 года, во время распада Югославии (до этого Третье Болгарское царство было одной из первых стран признавших независимость Независимое государство Хорватия). Дипломатические отношения на уровне посольств были установлены 13 августа 1992 года.

## Торговля

### Экспорт Хорватии в Болгарию
В 2021 году Хорватия экспортировала в Болгарию 242 миллиона долларов. Основные продукты экспорта в Болгарию: сырая нефть (87,2 млн долларов), табачные изделия (25,8 млн долларов) и косметические товары (8,33 млн долларов). За последние 26 лет экспорт Хорватии в Болгарию увеличился в годовом исчислении на 15,1%, с 6,27 млн долларов в 1995 году до 242 млн долларов в 2021 году.

### Экспорт Болгарии в Хорватию
В 2021 году Болгария экспортировала в Хорватию 405 миллионов долларов. Основные продукты экспорта в Хорватию: рафинированная медь (82 млн долларов), промышленные жирные кислоты, масла и спирты (68 млн долларов) и очищенная нефть (30,5 млн долларов). За последние 26 лет экспорт Болгарии в Хорватию увеличился в годовом исчислении на 14,3%, с 12,6 млн долларов в 1995 году до 405 млн долларов в 2021 году.

## Дипломатические миссии
- У Болгарии есть посольство в Загребе[4]
- У Хорватии есть посольство в Софии[5]